# 日本の戦後改革
日本の戦後改革（にほんのせんごかいかく）では、1945年（昭和20年）に日本（大日本帝国）が第二次世界大戦に敗れた後、連合国軍占領下の日本において連合国軍最高司令官総司令部（GHQ）およびその圧力の元で日本国政府により行われた一連の民主化、自由化改革について述べる。

## 概要
1945年（昭和20年）10月9日、東久邇宮内閣が総辞職し、幣原喜重郎が内閣総理大臣に就任した。10月11日、幣原は新任挨拶のために総司令部（GHQ）を訪れ、連合国軍最高司令官のダグラス・マッカーサーと会談した。マッカーサーは幣原に対し、口頭で、いわゆる「五大改革指令」（憲法の自由主義化および女性の解放（婦人参政権の付与）／労働組合の奨励／教育の自由主義化／圧制的諸制度の撤廃（秘密警察などの廃止）／経済の民主化）を命じた。
1946年（昭和21年）、GHQは日本国憲法を成立させ、翌年から施行した。大日本帝国憲法を改正する形をとり、主権在民、象徴天皇制、戦争放棄、男女同権などの理念を盛り込んだ。また、改革の大きな柱として戦争協力者の公職追放、財閥解体、農地改革などが含まれる。農地改革で自作農が飛躍的に増えたことは農村部の保守化につながったともいわれる。

### 関係法令
- 日本国憲法
- 公職追放令
- 自作農創設特別措置法
- 会社ノ解散ノ制限等ノ件 - 財閥同族支配力排除法
- 原始独占禁止法（私的独占の禁止及び公正取引の確保に関する法律）
- 民法（家族法改正）

### その他の関連項目
- 日本改造法案大綱 - 戦後自由党結成に参加した北昤吉の実兄北一輝が戦前に策定し二・二六事件連座で刑死するまでに提言していた国家像。私有財産制限、華族制廃止、財閥解体を訴え戦後改革の先駆けとも評される[2]。
- 日本の降伏
- 第二次世界大戦後の教育改革